# La Cuchara, Oaxaca
La Cuchara är en ort i Mexiko.   Den ligger i kommunen Santiago Ixtayutla och delstaten Oaxaca, i den sydöstra delen av landet, 400 km söder om huvudstaden Mexico City. La Cuchara ligger 540 meter över havet och antalet invånare är 289.
Terrängen runt La Cuchara är kuperad åt nordväst, men åt sydost är den bergig. La Cuchara ligger nere i en dal. Runt La Cuchara är det ganska glesbefolkat, med 26 invånare per kvadratkilometer. Närmaste större samhälle är Llano Nuevo, 17,0 km öster om La Cuchara. I omgivningarna runt La Cuchara växer huvudsakligen savannskog.